# Microlicia parvula
Microlicia parvula là một loài thực vật có hoa trong họ Mua. Loài này được (Markgr.) Koschn. & A.B. Martins mô tả khoa học đầu tiên năm 2007.